# Alvin e os Esquilos
Alvin and the Chipmunks (bra/prt: Alvin e os Esquilos) é um filme estadunidense de comédia musical animado de 2007, dirigido por Tim Hill a partir de um roteiro de Jon Vitti e da equipe de roteiristas Will McRobb e Chris Viscardi. É o primeiro filme da série de filmes live-action de Alvin and the Chipmunks. O elenco inclui Jason Lee, David Cross e Cameron Richardson, com dublagens de Justin Long, Matthew Gray Gubler e Jesse McCartney. A trama acompanha os esquilos Alvin, Simon e Theodore, que se mudam para a casa do compositor Dave Seville, em dificuldades, após perderem sua casa. Quando Dave descobre o talento deles para cantar, ele os apresenta ao executivo da JETT Records, Ian Hawke, cujos planos ameaçam a nova dinâmica familiar dos esquilos.
O desenvolvimento começou em 1997, quando Ross Bagdasarian Jr. manifestou interesse em criar um filme live-action. O projeto passou por diversas mudanças antes de ser anunciado oficialmente em setembro de 2004 como uma colaboração entre a Fox 2000 Pictures, 20th Century Fox Animation e a Bagdasarian Productions. A animação do filme ficou a cargo da Rhythm & Hues Studios, que estudou esquilos reais e versões anteriores dos personagens para criar modelos CGI que preservassem a essência original. A integração de CGI com filmagens live-action exigiu técnicas de movimento e softwares avançados de efeitos visuais. A música foi composta por Christopher Lennertz. O filme é dedicado à memória de Ross Bagdasarian, criador dos Esquilos.
Alvin and the Chipmunks foi lançado nos Estados Unidos em 14 de dezembro de 2007 pela 20th Century Fox. O filme recebeu críticas geralmente negativas, que criticaram o humor do filme e a "fórmula de filme infantil requentada", enquanto a atuação de Cross como o vilão recebeu elogios generalizados. O filme arrecadou US$361.3 milhões no mundo todo, contra um orçamento de US$60 milhões, e foi o terceiro DVD mais vendido de 2008 nos Estados Unidos. O filme foi sucedido por três sequências: Alvin and the Chipmunks: The Squeakquel (2009), Alvin and the Chipmunks: Chipwrecked (2011) e Alvin and the Chipmunks: The Road Chip (2015).

## Elenco

### Vozes/Esquilos
- Justin Long como Alvin, um esquilo "descolado" , imaturo e danado, é o protagonista do filme. Usa uma camisa vermelha com a primeira letra (A) do seu nome no centro.
- Matthew Gray Gubler como Simon, um esquilo muito inteligente e maduro, irmão mais novo de Alvin e um dos dois tritagonistas do filme. É o melhor amigo de Alvin. Usa uma camisa azul.
- Jesse McCartney como Theodore, um esquilo gordinho, desastrado e um pouco infantil que é o irmão mais novo de Alvin e Simon e um dos dois tritagonistas do filme. Usa uma camisa verde.

### Ator/Atriz
- Jason Lee como Dave Seville, um compositor impopular, mas de muito talento. Ele oferece sua casa para Alvin, Simon e Theodore ficarem, em troca deles interpretarem suas músicas. Dave acaba se tornando um "pai" para eles. É o deuteragonista do filme.
- David Cross como Ian Hawke, o dono da gravadora Jett Records e ex-colega de Dave na faculdade. Ele rejeita as músicas compostas por Dave, mas muda de ideia ao conhecer os esquilos. É o grande vilão do filme, tentando enriquecer por cima do sucesso dos esquilos e os por contra Dave.
- Cameron Richardson como Claire Wilson, uma ex-namorada de Dave e colega de faculdade de Dave e Ian, é coadjuvante do filme.
- Jane Lynch como Gail, a chefe de Dave na agência de publicidade, é coadjuvante do filme.
- Kevin Simons como Ted, um personagem coadjuvante do filme.
- Frank Maharajh como Barry, uma personagem coadjuvante do filme.
- Veronica Alicino como Amy, uma personagem coadjuvante do filme.
- Beth Riesgraf como mãe no supermercado, uma participação especial do filme.
- Adriane Lenox como veterinária, uma personagem coadjuvante do filme.
- Erin Chambers como cordenador do expresso, um personagem coadjuvante do filme.
- Oliver Murihead como Butler, um personagem coadjuvante do filme.

## Trilha sonora

### Versão americana
1. "Bad Day"
2. "The Chipmunk Song (Christmas Don't Be Late)" [DeeTown OG Mix]
3. "Follow Me Now (Featuring Jason Gleed)"
4. "How We Roll"
5. "Witch Doctor" (Featuring Chris Classic)
6. "Come Get It (Featuring Rebecca Jones)"
7. "The Chipmunk Song (Christmas Don't Be Late)" [DeeTown Rock Mix]
8. "Funkytown"
9. "Get You Goin'"
10. "Coast 2 Coast"
11. "Mess Around"
12. "Only You (And You Alone)"
13. "Ain't No Party" (Featuring Rebecca Jones and Chris Classic)
14. "Get Munk'd" (Featuring Al D)
15. "Witch Doctor" (versão de 1958)
16. "The Chipmunk Song (Christmas Don't Be Late)" (versão de 1958)

## Prêmios
Kids Choice Awards 2008 (Estados Unidos)
- Venceu na categoria de Filme Favorito.
- 2008 Young Artist Awards: Best Family Feature Film (Fantasy or Musical) (indicado)
- 2008 BMI Film & TV Awards: BMI Film Music Award (vencedor)

## Videogame
O jogo eletrônico chamado Alvin e os Esquilos baseado neste filme foi lançado em 4 de dezembro de 2007 para Wii, Nintendo DS, PlayStation 2 e PC, apenas dez dias antes do lançamento do filme. Ele foi escrito e produzido pela DeeTown Entertainment. Não existem jogos para consoles após este, apenas mini-jogos lançados no site oficial do filme.

## Sequência
O filme teve suas próprias sequências, Alvin e os Esquilos 2: A Competição, que teve estreia em 23 de Dezembro de 2009 nos cinemas americanos e em 8 de Janeiro de 2010 nos cinemas brasileiros , Alvin e os Esquilos 3: Perdidos na Ilha que teve sua estreia  nos cinemas americanos em 16 de dezembro de 2011 e Alvin e os Esquilos 4: Na Estrada que lançaram nos dias: 18 de dezembro de 2015 nos EUA, 24 de dezembro de 2015 no Brasil e 4 de fevereiro de 2016 em Portugal.